# Bourgnac
Bourgnac é uma comuna francesa na região administrativa da Nova Aquitânia, no departamento Dordonha. Estende-se por uma área de 8,97 km². Em 2010 a comuna tinha 349 habitantes (densidade: 38,9 hab./km²).